# Tonodesmus robustior
Tonodesmus robustior är en mångfotingart som beskrevs av Filippo Silvestri 1925. Tonodesmus robustior ingår i släktet Tonodesmus och familjen fingerdubbelfotingar. Inga underarter finns listade i Catalogue of Life.